# Luther Wright
Pour les articles homonymes, voir Wright.
Luther Wright, né le 22 septembre 1971, à Jersey City, dans le New Jersey, est un joueur américain de basket-ball. Il évolue au poste de pivot.

## Biographie
En janvier 1994, la police trouve Wright sur une aire de repos de Salt Lake City, tapant dans des boîtes de conserve et brisant des vitres de voitures.
À l'issue de cette saison avec le Jazz de l'Utah, il entre dans un hôpital psychiatrique. Lors de son passage en NBA, un trouble bipolaire lui est diagnostiqué et il doit quitter son équipe. En 1996, il sort d'un hôpital psychiatrique après un séjour de 30 jours. À la suite d'un accord avec le Jazz, Wright doit être payé 153 000 dollars par an pendant les 25 prochaines années.